# Широка (Мехединци)
Широка (рум. Șiroca) насеље је у Румунији у округу Мехединци у општини Годеану. Oпштина се налази на надморској висини од 646 m.

## Становништво
Према подацима из 2002. године у насељу је живело 221 становника, од којих су сви румунске националности.